# Django, Vestens hævner
|  | For andre betydninger af Django, se Django |
Django, Vestens hævner er en spansk/italiensk spaghettiwestern fra 1966 skrevet og instrueret af Sergio Corbucci. Filmen introducerer Django, som hurtigt bliver populær og anvendt i mange andre film i genren.

## Medvirkende
- Franco Nero – Django
- Loredana Nusciak – Maria
- José Bódalo – General Hugo Rodriguez
- Ángel Álvarez – Nathaniel (bartender)
- Eduardo Fajardo – Major Jackson

## Handling
Django slæber af sted med en stor kiste. En flok mexicanere skal til at piske en hvid kvinde, den prostituerede Maria. Django ser på, mens amerikanske soldater kommer forbi og dræber mexicanerne. Men kun for at pine Maria endnu mere. Django beder dem om at lade være, og da de ikke gør det, skyder han hele banden.
Han tager nu Maria med til byen, og de tager ind på saloonen, hvor bartenderen efter lidt overtalelse hjælper dem. Saloonen er neutralt område i fejden mellem de amerikanerne anført af den sadistiske major Jackson og de mexicanske banditter under ledelse af general Rodriguez. Nu kommer Jackson og en håndfuld soldater. De provokerer Django, der skyder dem alle undtagen Jackson, som han har andre planer med. Jackson henter så alle sine 48 mand. Da de kommer ind i byen, afslører Django indholdet af sin kiste: et maskingevær, som han bruger til at udrydde stort set alle – og igen undslipper Jackson.
Nu kommer Rodriguez og hans bande; de er nogenlunde lige så sadistiske. Rodriguez og Django er gamle venner, så Django nøjes med at slås til døden med en af banditterne, der provokerer ham. Django fortæller, at han har maskingeværet, som Rodriguez kan bruge mod Jackson og til at få magten i Mexico. Django foreslår et kup i det nærmeste fort for at få penge til at købe et helt arsenal maskingeværer. Det gennemføres. Django vil nu have sin del og rejse videre, men Rodriguez søger at hindre ham. Django ombytter nu maskingeværet med guldet, og flygter sammen med Maria. Undervejs mister de kisten i kviksand, og mens Django forsøger at redde den op, indhentes de af Rodriguez og hans folk.
Rodriguez lader Django slippe med livet, men lader sine mænd smadre Djangos hænder, inden de drager tilbage til Mexico. Han vakler nu tilbage til byen med den sårede Maria for at vente på Jackson, som er det egentlige mål for hans hævn. Jackson møder op med resten af sine mænd og alle mødes på kirkegården. Den medtagne Django får placeret sin revolver på en jernstang på et gravsted, og da den sejrssikre Jackson ikke straks skyder ham, får han med en kraftanstrengelse fyret den af og dræber de sidste banditter. Han har dermed fået ram på den mand, der skød hans mor.

## Modtagelse
Den meget voldelige film blev forbudt i adskillige lande, herunder Norge og Sverige. Men samtidig høstede filmen stor succes, og den gav anledning til en hel bølge af andre Django-film. Kun i en enkelt af dem, Django Strikes Again, blev rollen spillet af Franco Nero, og filmen blev instrueret af Nello Rossati. Blandt de film, der kom umiddelbart efter den oprindelige, var nogle instrueret af Sergio Garrone; Django blev spillet af Antonio De Teffé. Den ene, Stranger's Gundown, anføres ofte som inspiration til Clint Eastwoods En fremmed uden navn.
Filmen er en spansk-italiensk coproduktion og blev indspillet på italiensk. Til det internationale marked blev filmen også dubbet til engelsk.

## Trivia
- Bandet Rancid har lavet en sang med titlen Django, som refererer til denne film.